# Ходырев, Аркадий Александрович
Аркадий Александрович Ходырев (1890, пос. Мотовилихинского завода, Пермская губерния — ?) — советский военачальник, генерал-майор (14 февраля 1943), участник Гражданской и Великой Отечественной войн.

## Биография
Вступил в ряды Рабоче-крестьянской Красной армии в 1918 году, в 1919 стал членом Коммунистической партии Советского Союза. С 1919 по 1920 годы участвовал в Гражданской войне. В августе 1933 года был назначен начальником 2-го отдела Главного управления пожарной охраны. В марте занимал должность начальника Управления пограничной и внутренней охраны НКВД Туркменской ССР. С декабря 1937 года являлся заместитель начальника Главного управления строительства Дальнего Севера Народного комиссариата внутренних дел СССР.

### Великая Отечественная война
Во время Великой Отечественной войны был начальником 26-го Полевого Строительства Северного Управления Оборонительных работ НКВД СССР. Занимал должность командира 2-й саперной бригады 2- й саперной армии. Был начальником Управления оборонительного строительства № 29 (УОС-29), а также начальником Фронтового Управления оборонительного строительства № 1 Ленинградского фронта.

## Награды
- Ордена Красного Знамени (12.10.1943)[2];
- Орден Трудового Красного Знамени (01.02.1939)
- Орден Красной Звезды (14.02.1936);
- Орден Отечественной войны I степени (30.08.1944)[3];
- Орден «Знак Почёта» (21.02.1942)[4]
- Медаль «За оборону Ленинграда» (11.06.1943)[5]
- Медаль «За трудовую доблесть»[6].